# Andreas Albers
Andreas Albers Nielsen (* 23. März 1990 in Skive) ist ein dänischer Fußballspieler. Der Stürmer stand zuletzt beim FC St. Pauli unter Vertrag.

## Karriere
Albers spielte zu Beginn seiner fußballerischen Ausbildung bei seinem Heimatklub Skive IK. Dort kam er im Sommer 2008 in der zweitklassigen 1. Division erstmals im Herrenbereich zum Einsatz. Sein erster Einsatz war das 2:2 am 21. September 2008 bei Kolding FC. Sein erstes Tor schoss Albers am 7. Juni 2019 bei der 1:5-Niederlage gegen Lolland-Falster Alliancen. In der Saison 2009/10 kam er mit 22 Partien häufiger zum Einsatz und schoss dabei fünf Tore. In der Folge etablierte sich Albers in der Offensive von Skive IK und wurde als offensiver Mittelfeldspieler oder als Mittelstürmer eingesetzt.
In der Wintertransferperiode der Saison 2010/11 wurde er vom Ligakonkurrenten Vejle BK unter Vertrag genommen. In seinem ersten halben Jahr war Albers regelmäßig zum Einsatz gekommen, gehörte allerdings nicht immer zur Anfangself. In der Saison 2011/12 kam Albers mit der Mannschaft bis ins Viertelfinale des nationalen Pokals, wo man jedoch am Erstligisten HB Køge scheiterte. In jener Saison kam er allerdings nicht häufig zum Einsatz und absolvierte gerade einmal 13 Ligaspiele, in denen er fünf Tore schoss. Im Pokal kam Albers lediglich im Achtelfinale gegen Aarhus GF sowie im Viertelfinalspiel gegen HB Køge zum Einsatz. In der Saison 2012/13 kam Albers wieder regelmäßiger zum Einsatz, gehörte allerdings erst ab Mitte der Rückrunde zur Stammelf. In der Saison 2013/14 gelang Albers der Durchbruch, als er sich auf der Position des Mittelstürmers einen Stammplatz erkämpfen konnte und mit 15 Toren seinen Verein zu siebten Platz schoss. In dieser Saison gelang Vejle BK erneut der Sprung in die Runde der letzten acht, wo nach einem 0:5 gegen den AC Horsens Schluss war. Die Saison 2014/15 war die letzte Saison von Albers im Trikot der Vejler. Mit elf Toren trug er zum fünften Platz bei.
2015 wechselte er zum Erstligisten Silkeborg IF. Dort erkämpfte sich Albers schnell einen Stammplatz und schoss den Verein mit elf Toren in die Superligæn. Dort kam er auch regelmäßig zum Einsatz, war aber kein Teil der Stammelf. Im Sommer 2017 folgte der Wechsel zum zuvor in die 1. Division abgestiegenen Viborg FF. Verletzungsbedingt verpasste er den Saisonstart, doch in der Folge erkämpfte er sich einen Stammplatz und seine 17 Tore waren der Grund, weshalb der Verein Dritter wurde. In der Folgesaison qualifizierte sich Viborg FF für die Auf-und-Abstiegs-Play-offs, wo der Verein allerdings Hobro IK unterlag.
Zur Zweitligasaison 2019/20 verpflichtete der deutsche Zweitligist SSV Jahn Regensburg den Stürmer. In seinem ersten Jahr in der Oberpfalz kam Albers in 33 von 34 Ligaspielen zum Einsatz, stand allerdings in lediglich 21 Spielen in der Startelf. Dabei gelangen ihm acht Tore und sechs Vorlagen. In der Spielzeit 2020/21 gehörte er mit 28 Startelfmandaten – Albers kam in allen 34 Spielen zum Einsatz – dann zu den Stammspielern der Regensburger. Im Laufe der Saison schoss er im Ligaalltag 13 Tore. Zudem erreichte Albers mit der Jahnelf im DFB-Pokal das Viertelfinale, wo sie gegen Werder Bremen ausschieden. Albers blieb in der Saison 2021/22 weiterhin Stammspieler, als er in 32 Spielen 30 Mal zur Anfangself gehörte, und schoss dabei neun Tore. In seinem vierten Jahr in der Oberpfalz stieg er dann mit seinem Verein in die 3. Liga ab.
Daraufhin folgte in der Sommerpause 2023 der Wechsel zum FC St. Pauli. In seiner ersten Spielzeit bei den Hamburgern kam er auf 17 Einsätze, drei davon in der Startelf. Im letzten Saisonspiel beim SV Wehen Wiesbaden gelang ihm 5 min nach der Einwechslung sein einziger Treffer zum zwischenzeitlichen 1:1-Ausgleich (Endstand 2:1).

## Titel
- Deutscher Zweitligameister und Aufstieg in die Bundesliga: 2024

## Privates
Albers ist verheiratet, das Paar hat zwei Töchter. Nach dem Ende seiner Schulzeit studierte er neben dem Fußball Jura.